# Addison Timlin
Addison Timlin, née le 29 juin 1991 à Philadelphie, est une actrice américaine.
Elle est connue pour être apparue en tant que Sasha Bingham dans la quatrième saison de Californication.

## Biographie
Née Addison Jayne Timlin à Philadelphie, en Pennsylvanie, Timlin a fait ses débuts sur le grand écran en jouant Amy, une adolescente de 14 ans atteinte de diabète, en 2005, dans le film Dérapage, aux côtés de Clive Owen et Melissa George qui jouaient ses parents. Timlin a aussi joué Maddy dans le court-métrage The Isabel Fish, réalisé par Lara Zizic pour le Columbia Film Festival.
En 2007, Timlin est apparue dans le clip musical Sleeping Lessons du groupe de rock indépendant originaire d'Albuquerque, au Nouveau-Mexique, The Shins.
Elle a été aussi ajoutée au sein du casting de la courte série dramatique 3 lb, série de la chaîne CBS. Elle y interprète Charlotte Hanson (la fille du personnage principal joué par Stanley Tucci), dans trois des huit épisodes qui ont été filmés. Timlin peut être aussi aperçue dans le court-métrage Man, écrit et réalisé par Myna Joseph, qui a été projeté au Festival du Film de Sundance et à Cannes.
En 2008, elle a joué l'adolescente perturbée Emily Draper, fille du personnage Juliet Draper interprétée par Miranda Otto, dans la série Cashmere Mafia, show de la chaîne ABC.
Timlin fut aussi intégrée au casting de Day One. Prévue tout d'abord pour la mi-saison 2009-2010 pendant la pause de Heroes, cela devait être une série de NBC qui se déroulait dans un monde post apocalyptique dans lequel un groupe de personnes est forcé de faire équipe après qu’une structure métallique soit apparue de nulle part. Malheureusement, les faibles audiences de la saison 4 de Heroes auront eu raison de Day One, la chaîne décide alors d'en faire une mini-série et de la réduire à 4 épisodes puis un épisode de deux heures mêlant le pilote avec des scènes supplémentaires. Finalement la série ne sera pas du tout diffusée,.
Dans la quatrième saison de Californication elle incarne une actrice.
Timlin est apparue dans le film indépendant appelé Lumpy (plus tard rebaptisé Best Man Down) mettant en vedette Justin Long.
Elle a ensuite joué le premier rôle féminin, Stormy Llewellyn, dans l'adaptation du premier livre de Dean Koontz, Odd Thomas, réalisé par Stephen Sommers face à Anton Yelchin qui joue Odd,.
En février 2012, Timlin fut introduite dans le pilote de la série dramatique d'ABC Zero Hour, qui est diffusée à partir de février 2013. Malheureusement, celle-ci est annulée au bout d'une seule saison. En mai de cette même année, Timlin rejoint le casting de la comédie romantique indépendante The Bounceback. Timlin est apparue dans la comédie d'action Les Derniers Affranchis, qui met en vedette Al Pacino, Christopher Walken et Alan Arkin.

## Vie privée
De 2005 à 2006, Addison Timlin a été en couple avec l'acteur américain Connor Paolo. Elle est ensuite en couple de 2010 à 2011 avec l'acteur Justin Chatwin, notamment connu pour avoir joué dans la version américaine de la série télévisée Shameless. En 2012, elle entretient une relation avec le producteur et scénariste Zach Fields qui se termine en 2016.
Elle est désormais en couple avec l'acteur Jeremy Allen White, rencontré en 2008 sur le tournage de Afterschool d'Antonio Campos. Ils sont les parents de deux filles, Ezer Billie White, née le 20 octobre 2018 et Dolores Wild White née le 12 décembre 2020. En mai 2023, elle demande le divorce.

## Travail à venir
Addison Timlin joue Lucinda « Luce » Price en 2016 dans Fallen, adapté du roman de Lauren Kate.
Timlin fut castée comme le premier rôle féminin dans MacGyver de CBS, un reboot de la série culte mais le pilote fut abandonné avant d'être tourné une nouvelle fois mais par James Wan, réalisateur des films Conjuring : Les Dossiers Warren et Conjuring 2 : Le Cas Enfield, Dead Silence, Insidious et Fast and Furious 7 entre autres,,.

## Filmographie

### Cinéma
| Année | Titre                                      | Titre original      | Réalisateur         | Rôle             | Notes         |
| ----- | ------------------------------------------ | ------------------- | ------------------- | ---------------- | ------------- |
| 2005  | Dérapage                                   | Derailed            | Mikael Håfström     | Amy Schine       |               |
| 2006  | The Isabel Fish                            |                     | Lara Zizic          | Maddy            | Court-métrage |
| 2008  | Man                                        |                     | Myna Joseph         | Allison          | Court-métrage |
| 2008  | Afterschool                                |                     | Antonio Campos      | Amy              |               |
| 2012  | Les Derniers Affranchis                    | Stand Up Guys       | Fisher Stevens      | Alex             |               |
| 2012  | Best Man Down                              |                     | Ted Koland          | Ramsey Anderson  |               |
| 2013  | Love and Air Sex (The Bounceback)          |                     | Bryan Poyser        | Haley            |               |
| 2013  | Odd Thomas contre les créatures de l'ombre | Odd Thomas          | Stephen Sommers     | StormyLlewellyn  |               |
| 2014  | Célibataires... ou presque                 | That Awkward Moment | Tom Gormican        | Alana            |               |
| 2014  | The Town That Dreaded Sundown              |                     | Alfonso Gomez-Rejon | Jami Lerner      |               |
| 2014  | The Cycle                                  |                     | Joey Indrieri       |                  | Court-métrage |
| 2015  | Craggio                                    |                     | Zach Shields        | Sarah            | Court-métrage |
| 2016  | Little Sister                              |                     | Zach Clark          | Colleen Lunsford |               |
| 2016  | Fallen                                     |                     | Scott Hicks         | Lucinda Price    |               |
| 2016  | Chronically Metropolitan                   |                     | Xavier Manrique     | Layla            |               |
| 2016  | Long Nights Short Mornings                 |                     | Chadd Harbold       | Rapunzel         |               |
| 2017  | Like Me                                    |                     | Robert Mockler      | Kiya             |               |
| 2017  | Submission                                 |                     | Richard Levine      | Angela Argo      |               |

### Séries télévisées
| Année | Titre                          |                 | Rôle                | Notes                                                                        |
| ----- | ------------------------------ | --------------- | ------------------- | ---------------------------------------------------------------------------- |
| 2006  | 3 lbs.                         |                 | Charlotte Hanson    | Rôle récurrent (3 épisodes) / un épisode créditée comme Addison Jayne Timlin |
| 2008  | Cashmere Mafia                 |                 | Emily Draper        | Rôle récurrent (saison 1, épisodes 1 à 5)                                    |
| 2009  | New York, police judiciaire    | Law & Order     | Hayley Kozlow       | Saison 20, épisode 1 / Créditée comme Addison J. Timlin                      |
| 2010  | Day One                        |                 | Hunter Christiansen | Pilote                                                                       |
| 2011  | Californication                |                 | Sasha Bingham       | Rôle récurrent (saison 4, 6 épisodes)                                        |
| 2011  | Los Angeles, police judiciaire | Law & Order: LA | Erin Gradin         | Saison 1, épisode 21                                                         |
| 2013  | Zero Hour                      |                 | Rachel Lewis        | Rôle principal (saison 1, 13 épisodes)                                       |
| 2017  | Startup                        |                 | Mara                | Rôle principal (saison 2 & 3)                                                |
| 2022  | American Horror Stories        |                 | Delilah             | Saison 2, épisode 4                                                          |